# Богуш, Ян (ум. 1591)
Ян Янович Богуш — шляхтич герба Пулкозиц, государственный деятель Королевства Польского, затем Речи Посполитой.

## Биография
Родился в семье шляхтича Яна Богуша и Дороты Шренявы. Происходил из древнего шляхетского рода Богушей герба Пулкозиц.
Его отец в  1508 году упоминается, как владелец села Воля Ковалова (Wolą Kowalową).

## Семья и дети
Жена — Урсула Мацейовская, от неё родились:
- Эльжбета Богуш - шляхтянка, была выдана за Сигизмунда Гонзага-Мышковского.
- Бернард Богуш (ум. 1603)- шляхтич, староста Радомский (1591-?)